# 8867 Туббіоло
8867 Туббіоло (8867 Tubbiolo) — астероїд головного поясу, відкритий 29 січня 1992 року.
Тіссеранів параметр щодо Юпітера — 3,297.